# Polen i olympiska vinterspelen 1952
Polen deltog med 30 deltagare vid de olympiska vinterspelen 1952 i Oslo. Ingen av landets deltagare erövrade någon medalj.